# Tyler Hynes
Tyler Hynes (Toronto, 6 maggio 1986) è un attore canadese.

## Biografia
Ha fatto il suo debutto professionale in teatro all'età di otto anni, in una versione del celebre Canto di Natale di Charles Dickens. Nel 1997 ha preso parte al film Piccoli uomini (Little Men) insieme ad altri giovani attori quali Michael Caloz, Ricky Mabe, Ben Cook, Justin Bradley, Mickey Toft. Ha partecipato anche a serie televisive come Lassie, Hai paura del buio?, 15/Love.
Ha affiancato Andrew Lawrence nel film del 2000 Vi presento l'altro me (The Other Me), con il quale hanno ottenuto entrambi una candidatura e una vittoria allo Young Artist Award nel 2001. Hynes ha conseguito altre nomination agli Young Artist Awards anche nei due anni successivi, 2002 e 2003.

## Filmografia parziale

### Cinema
- Little Men, regia di Rodney Gibbons (1998)
- Home Team, regia di Allan A. Goldstein (1998)
- Levity, regia di Ed Solomon (2003)
- The Last Sign, regia di Douglas Law (2005)
- Citizen Duane, regia di Michael Mabbott (2006)
- Camille, regia di Gregory Mackenzie (2008)
- Impossible, regia di Vanya Rose - cortometraggio (2010)
- Immortals, regia di Tarsem Singh (2011)
- Firefly, regia di Tyler Hynes - cortometraggio (2012)
- Len and Company, regia di Tim Godsall (2015)
- AFK, regia di Tyler Hynes - cortometraggio (2015)
- Flatliners - Linea mortale (Flatliners), regia di Niels Arden Oplev (2017)
- 1944 - La battaglia di Cassino (Peace), regia di Robert David Port (2019)
- Hotwired in Suburbia, regia di Jason Bourque (2020)
- Chimera, regia di Ash Thorp - cortometraggio (2023)

### Televisione
- Lassie – serie TV, episodi 2x01-3x10 (1999)
- Gli specialisti (Soldier of Fortune, Inc.) (S.O.F. Special Ops Force) – serie TV, episodio 2x10 (1999)
- Hai paura del buio? (Are You Afraid of the Dark?) – serie TV, episodio 6x08 (1999)
- Amazon – serie TV, 22 episodi (1999 - 2000)
- Vi presento l'altro me (The Other Me), regia di Manny Coto – film TV (2000)
- Tagged: The Jonathan Wamback Story, regia di John L'Ecuyer – film TV (2001)
- Tales from the Neverending Story – serie TV, 7 episodi (2001)
- While I Was Gone, regia di Mike Robe – film TV (2004)
- In dieci sotto un tetto (I Do, They Don't), regia di Steven Robman – film TV (2005)
- Mom at Sixteen, regia di Peter Werner – film TV (2005)
- 15/Love – serie TV, 6 episodi (2005 - 2008)
- Sophie – serie TV, 4 episodi (2007)
- Flashpoint – serie TV, episodio 1x07 (2008)
- Valemont – miniserie TV, 17 episodi (2009)
- Warehouse 13 – serie TV, 5 episodi (2009)
- Saving Hope – serie TV, 7 episodi (2013-2014)
- I circuiti dell'amore (The Mechanics of Love), regia di David Weaver – film TV (2017)
- It's Christmas, Eve, regia di Tibor Takács – film TV (2018)
- Un dolce autunno (Falling for You), regia di Peter DeLuise – film TV (2018)
- Unreal – serie TV, 4 episodi (2018)
- Un appartamento per due (Flip That Romance), regia di Mark Jean – film TV (2019)
- My Boyfriend's Back: Wedding March 5, regia di Mike Rohl – film TV (2019)
- Letterkenny – serie TV, 8 episodi (2019-2021)
- La magia del vischio (The Mistletoe Secret), regia di Terry Ingram – film TV (2019)
- Star Trek: Discovery – serie TV, episodio 2x09 (2019)
- Un amore sulla neve (Winter in Vail), regia di Terry Ingram – film TV (2020)
- 12 indizi per innamorarsi (On the 12th Date of Christmas), regia di Gary Yates – film TV (2020)
- Sei sempre stata tu (It Was Always You), regia di Michael Robison – film TV (2021)
- Dove mi porta il cuore (Sweet Carolina), regia di Peter Benson – film TV (2021)
- Roadhouse Romance, regia di Sally Robinson – film TV (2021)
- An Unexpected Christmas, regia di Michael Robison – film TV (2021)
- Always Amore, regia di Kevin Fair – film TV (2022)

## Doppiatori italiani
Nelle versioni in italiano delle opere in cui ha recitato, Tyler Hynes è stato doppiato da:
- Riccardo Scarafoni in Valemont
- Francesco Pezzulli in NCIS - Unità anticrimine
- Fabio Boccanera in Werehouse 13
- Fabrizio Dolce in Un appartamento per due